# Alessandro Mattei
Alessandro Mattei (ur. 20 lutego 1744, zm. 20 kwietnia 1820 w Rzymie) – włoski duchowny. Arcybiskup Ferrary 1777–1807.
W 1779 mianowany kardynałem (początkowo in pectore, nominację Pius VI ujawnił dopiero 3 lata później). Po zajęciu Ferrary przez wojska napoleońskie w 1796 został aresztowany na kilka miesięcy. Po uwolnieniu negocjował i podpisał z ramienia papieża Traktet z Tolentino. Na Konklawe 1799–1800 był kandydatem frakcji proaustriackiej na papieża. Biskup Palestriny 1800–1809. Od 1805 był egzaminatorem kandydatów na biskupów z teologii. W 1807 został protektorem zakonu kapucynów, a rok później stanął na czele Datarii Apostolskiej. Subdziekan św. Kolegium i biskup Porto e Santa Rufina 1809–1814. Po zajęciu Rzymu przez Napoleona w 1809 wygnany z Rzymu do Paryża. Dziekan św. Kolegium Kardynałów od 1811. Napoleon Bonaparte zakazał mu noszenia oznak godności kardynalskiej za to, że podpisał bullę ekskomunikującą cesarza, a następnie odmówił udziału w jego ślubie. W 1813 na krótko został zwolniony po podpisaniu konkordatu z Fonainebleau, w styczniu 1814 aresztowano go ponownie i osadzono w Alais. W kwietniu 1814 ostatecznie uwolniony, powrócił do Rzymu. Pius VII zatwierdził go jako prodatariusza Stolicy Apostolskiej, a ponadto przeniósł do wakującej od 3 lat diecezji suburbikarnej Ostia e Velletri. W 1817 został archiprezbiterem bazyliki watykańskiej i prefektem Fabryki św. Piotra. W 1819 odznaczony austriackim orderem św. Stefana. Zmarł w Rzymie po kilkudniowej chorobie.
Jego bratem był Lorenzo Girolamo Mattei.